# Gordon Clapp
Gordon Clapp, född 24 september 1948 i North Conway i Carroll County, New Hampshire, är en amerikansk skådespelare. Han tilldelades 1998 en Emmy Award för sin roll som Detective Greg Medavoy i TV-serien På spaning i New York.